# Aculithus languan
Espèce
Aculithus languan est une espèce d'araignées aranéomorphes de la famille des Phrurolithidae.

## Distribution
Cette espèce est endémique du Jiangxi en Chine,. Elle se rencontre dans le xian de Wuyuan.

## Description
La femelle holotype mesure 2,81 mm.

## Systématique et taxinomie
Cette espèce a été décrite par Jiang et Liu en 2025

## Publication originale
- Jiang, Wang, Lyu, Yang & Liu, 2025 : « Two new species and a new combination in Aculithus Liu & Li, 2022 (Araneae: Phrurolithidae) from South China. » Biodiversity Data Journal, vol. 13, no e153747, p. 1-14 (texte intégral).